# Мякоты (Узденский район)
Мякоты (бел. Мя́каты) — деревня в Узденском районе Минской области Беларуси. В составе Озерского сельсовета.

## География
Ближайшие населённые пункты Застаринье, Марковцы и др.
Недалеко трасса Р23.

## Население

### Численность
- 2019 год — 52 жителя

### Динамика
- 2009 год — 22 жителя (перепись населения)[2]
- 2019 год — 52 жителя (перепись населения)

## Улицы
- Новая
- Центральная